# ノーマンズ・ランド
『ノーマンズ・ランド』（No Man's Land）は、1987年に公開されたアメリカ合衆国の映画。ロサンゼルスを舞台にポルシェを題材としたカーアクション映画である。

## あらすじ
ポルシェだけを狙った自動車窃盗グループを調査中の警官が、深夜おとり捜査の最中に射殺される事件が起きた。警察学校を出たての22歳のベンジー・テイラー（D・B・スウィーニー）は、巡査のヴィンセント・ブレーシー（ランディ・クエイド）からこの事件の極秘捜査を依頼され、窃盗グループへ潜入し、一味として働くようになり、容疑者であるこの店のオーナー、テッド・バリック（チャーリー・シーン）に接近する。自動車窃盗をゲームくらいにしか思っていないテッドはベンジーのドライブテクニックがすっかり気に入るが、ベンジーは彼を警官殺しと思えないまま、友情を深めてゆく。

## 登場人物
ベンジー・テイラー
演 - D・B・スウィーニー
刑事。依頼を受けてポルシェのガレージ修理工として働く。ドライビングテクニックに長けている。
テッド・バリック
演 - チャーリー・シーン
ガレッジ修理工。自動車泥棒をゲームと感じる。
アン・バリック
演 - ララ・ハリス
テッドの妹。ベンジーと恋に落ちる。
ヴィンセント・ブレーシー
演 - ランディ・クエイド
巡査。テイラーの上司。
マルコム
演 - ビル・デューク
ガレージマネージャー。死体となって発見される。
フランク・マーティン
演 - R・D・コール
テッドの商売仇。

## スタッフ
- 監督 - ピーター・ワーナー
- 製作総指揮 - ロン・ハワード、トニー・ガンズ
- 製作 - ジョセフ・スターン、ディック・ウルフ
- 脚本 - ディック・ウルフ
- 撮影 - ヒロ・ナリタ
- 音楽 - ベイジル・ポールドゥリス
- 編集 - スティーブン・コーエン

## 出演
| ベンジー・テイラー       | D・B・スウィーニー | 堀内賢雄                                                                                     | 佐藤淳                                                                                                |  |  |  |
| テッド・バリック         | チャーリー・シーン | 原康義                                                                                       | 森川智之                                                                                              |  |  |  |
| アン・バリック           | ララ・ハリス       | 榊原良子                                                                                     | 松原ひろの                                                                                            |  |  |  |
| ヴィンセント・ブレーシー | ランディ・クエイド | 池田勝                                                                                       | 大川透                                                                                                |  |  |  |
| マルコム                 | ビル・デューク     | 銀河万丈                                                                                     | 廣田行生                                                                                              |  |  |  |
| フランク・マーティン     | R・D・コール       |                                                                                              | |  |  |  |
| その他                   |                    | 宮田光 山口嘉三 菊池正美 小島敏彦 秋元羊介 小野健一 塚田正昭 紗ゆり 鈴鹿千春 宮本充 藤原啓治 | 後藤哲夫 宝亀克寿 中博史 古田信幸 稲葉実 小形満 真殿光昭 青山穣 樫井笙人 すずき紀子 彩木香里 斎藤恵理 |  |  |  |
|                          |                    |                                                                                              | |  |  |  |
| 演出                     |                    | 壺井正                                                                                       | 伊達康将                                                                                              |  |  |  |
| 翻訳                     |                    | 平田勝茂                                                                                     | 平田勝茂                                                                                              |  |  |  |
| 調整                     |                    | 飯塚秀保                                                                                     | 荒井孝                                                                                                |  |  |  |
| 効果                     |                    | PAG                                                                                          | 桜井俊哉                                                                                              |  |  |  |
| 制作                     |                    | グロービジョン                                                                               | テレビ東京 東北新社                                                                                   |  |  |  |
| 初回放送                 |                    | 1991年6月30日 『日曜洋画劇場』                                                               | 1999年12月19日 『サンデーロードショー』                                                               |  |  |  |

他に、ウェイター役で無名時代のブラッド・ピットが出演している（クレジットなし）。